# Jadwiga Giżycka-Koprowska
Jadwiga Giżycka-Koprowska (ur. 4 listopada 1943 w Poznaniu, zm. 21 października 2022 w Słupsku) – polska prawnik i adwokat, działaczka społeczna, posłanka na Sejm PRL VII i VIII kadencji.

## Życiorys
W 1967 ukończyła studia prawnicze na Uniwersytecie Warszawskim, po czym została skierowana do pracy sędziowskiej w Sądzie Wojewódzkim w Słupsku z siedzibą w Sławnie. W 1972 zasiadła jako sędzia w Sądzie Rejonowym w Słupsku. Rok później wybrana w skład Wojewódzkiej Rady Narodowej w Koszalinie jako reprezentantka wschodniej części województwa. W 1975 zasiadła w Wojewódzkiej Radzie Narodowej w Słupsku. Od 1976 do 1985 sprawowała mandat posłanki na Sejm z okręgu Słupsk. Jako jedna z 22 parlamentarzystów nie poparła w październiku 1982 rządowego wniosku o likwidację Niezależnego Samorządnego Związku Zawodowego „Solidarność”.
Od 1967 należała do Stronnictwa Demokratycznego. Była również członkiem Zrzeszenia Prawników Polskich oraz Ligi Kobiet (od 1978 przewodniczącą Zarządu Wojewódzkiego w Słupsku). Prowadziła kancelarię adwokacką w Słupsku. 
Odznaczona m.in. Złotym Krzyżem Zasługi. Pochowana na Nowym Cmentarzu w Słupsku.